# Лоуэртаун (Оттава)
Лоуэртаун, англ. Lowertown, фр. Basse-Ville, буквально «Нижний город» — район в центральной части г. Оттава к востоку от делового центра города. Примерными границами являются Ридо-стрит на юге, Сассекс-драйв и река Оттава на севере, канал Ридо на западе и река Ридо на востоке. На юго-западе включает в себя коммерческий район рынок Байуорд, который иногда рассматривается как самостоятельный район; на севере и востоке в основном занят жилыми домами.
Исторически Лоуэртаун охватывал значительно более крупную территорию — весь город к востоку от канала Ридо, то есть включал также Сэнди-Хилл и Нью-Эдинбург.
Население Лоуэртауна по состоянию на 2006 г. насчитывало 11377 человек.
Исторически район населяли в основном франкоканадцы и ирландцы в противовес англоязычному Верхнему городу (ныне деловая часть Оттавы — — районы Даунтаун, Сентртаун и Глиб), однако в настоящее время, по данным сайта г. Оттава, англоговорящие составляют больше половины населения района, а около 1/6 населения — новоприбывшие эмигранты, среди которых немало выходцев из стран Африки и исламских стран. Среди носителей французского языка — немало выходцев с Гаити, хотя гораздо больше гаитян живут в соседних районах Ванье и Овербрук.
В период между 1-й и 2-й мировыми войнами район считался неформальным центром еврейской общины Оттавы, не в последнюю очередь в связи с близостью к рынку Байуорд-Маркет, где была велика доля еврейских торговцев. Позднее район утратил репутацию "еврейского", а в 2010-х гг. здесь закрылась синагога из-за недостатка прихожан.
В северной части Лоуэртауна расположено немало посольств. Южная часть — в основном коммерческая и деловая: на юго-западе расположены фешенебельные магазины, включая торговый центр Rideau Centre и крупнейший книжный магазин Оттавы Chapters, а далее на восток вдоль Ридо-стрит — множество мелких магазинов и ресторанов экзотической кухни. Здесь же находится филиал Ридо Оттавской публичной библиотеки и синагога ортодоксальных иудеев. В Лоуэртауне расположены крупнейшие христианские церкви Оттавы, в том числе собор Нотр-дам и преобразованная в центр ирландской культуры бывшая церковь святой Бригиды. К достопримечательностям также относится гранд-отель Шато-Лорье.

## Общинная жизнь
В районе существует несколько общинных центров:
- Patro d’Ottawa — в восточной части, ориентирован на франкофонов
- Lowertown East Residents' Committee — 40 Cobourg
- Routhier Community Centre — 172 Guigues Ave